# ネルウィイ族
ネルウィ族（ラテン語: Nervii）は、古代ローマ時代にガリアに居住していたベルガエ系のガリア人の一派であり、ベルガエ人の中で最強の部族と呼ばれた。

## 歴史
ローマ属州から最も遠かったこともあって、ローマ化に一番遠かった部族であり、ガイウス・ユリウス・カエサルによるガリア戦争では再三にわたってローマ軍に抵抗してカエサルを苦しめた。
ガリア戦争後はローマに服従したが、ローマ衰退後はフランク族の傘下に入って同化した。